# 吕肖 (石勒苏益格-荷尔斯泰因州)
吕肖（德語：Lüchow，發音：[ˈlyːçoː] ⓘ）是德国石勒苏益格-荷尔斯泰因州劳恩堡公国县的市镇，面积4.61平方千米，2023年12月31日人口为281人。